# Zalaba
Zalaba (in ungherese Zalaba) è un comune della Slovacchia facente parte del distretto di Levice, nella regione di Nitra.